# Volta Ciclista a Catalunya 2013
93. edycja wyścigu kolarskiego Volta Ciclista a Catalunya odbyła się od 18 do 24 marca 2013 roku. Liczyła siedem etapów, o łącznym dystansie 1176 km. Wyścig zaliczany był do rankingu światowego UCI World Tour 2013.
W wyścigu wystąpiło sześciu Polaków: Maciej Paterski w zespole Cannondale, Przemysław Niemiec z Lampre-Merida, Sylwester Szmyd w barwach Movistar Team, Michał Gołaś w zespole Omega Pharma-Quick Step, Rafał Majka w barwach Team Saxo-Tinkoff oraz Karol Domagalski z Caja Rural.

## Uczestnicy
Na starcie tego wieloetapowego wyścigu stanęły 22 zawodowe grupy kolarskie.
Lista drużyn uczestniczących w wyścigu:
| Numery  | Kod | Zespół                  |
| ------- | --- | ----------------------- |
| 1-8     | ALM | Ag2r-La Mondiale        |
| 11-18   | AST | Astana Pro Team         |
| 21-28   | BLA | Blanco Pro Cycling Team |
| 31-38   | BMC | BMC Racing Team         |
| 41-48   | CAN | Cannondale              |
| 51-58   | EUS | Euskaltel-Euskadi       |
| 61-68   | FDJ | FDJ                     |
| 71-78   | GRS | Garmin-Sharp            |
| 81-88   | KAT | Team Katusha            |
| 91-98   | LAM | Lampre-Merida           |
| 101-108 | LTB | Lotto-Belisol           |

| Numery  | Kod | Drużyna                 |
| ------- | --- | ----------------------- |
| 111-118 | MOV | Movistar Team           |
| 121-128 | OPQ | Omega Pharma-Quick Step |
| 131-138 | OGE | Orica-GreenEdge         |
| 141-148 | RLT | RadioShack-Leopard      |
| 151-158 | SKY | Sky Procycling          |
| 161-168 | ARG | Argos-Shimano           |
| 171-178 | TST | Team Saxo-Tinkoff       |
| 181-188 | VCD | Vacansoleil-DCM         |
| 191-198 | CJR | Caja Rural              |
| 201-208 | COF | Cofidis                 |
| 211-218 | SOJ | Sojasun                 |

## Etapy
| Etap | Data     | Start - Meta            | Dystans  | Typ | Zwycięzca etapu   | Lider              |
| ---- | -------- | ----------------------- | -------- | --- | ----------------- | ------------------ |
| 1.   | 18 marca | Calella                 | 159,3 km |     | Gianni Meersman   | Gianni Meersman    |
| 2.   | 19 marca | Girona – Banyoles       | 160,7 km |     | Gianni Meersman   | Gianni Meersman    |
| 3.   | 20 marca | Vidreres – Setcases     | 180,1 km |     | Nairo Quintana    | Alejandro Valverde |
| 4.   | 21 marca | Llanars – Port Ainé     | 217,7 km |     | Daniel Martin     | Daniel Martin      |
| 5.   | 22 marca | Rialp – Lleida          | 156,5 km |     | François Parisien | Daniel Martin      |
| 6.   | 23 marca | Almacelles – Valls      | 178,7 km |     | Simon Gerrans     | Daniel Martin      |
| 7.   | 24 marca | El Vendrell – Barcelona | 122,2 km |     | Thomas De Gendt   | Daniel Martin      |

### Etap 1 – 18.03: Calella > Calella, 159,3 km
| #   | Zawodnik           | Zespół | Czas       |
| --- | ------------------ | ------ | ---------- |
| 1   | Gianni Meersman    | OPQ    | 3h 55' 56" |
| 2   | Valerio Agnoli     | AST    | + 0"       |
| 3   | Alejandro Valverde | MOV    | + 0"       |
|     |                    |        |            |
| 12  | Przemysław Niemiec | LAM    | + 0"       |
| 60  | Michał Gołaś       | OPQ    | + 28"      |
| 121 | Karol Domagalski   | CJR    | + 28"      |
| 127 | Maciej Paterski    | CAN    | + 28"      |
| 151 | Sylwester Szmyd    | MOV    | + 28"      |
| 166 | Rafał Majka        | TST    | + 5' 53"   |

| #   | Zawodnik           | Zespół | Czas       |
| --- | ------------------ | ------ | ---------- |
| 1   | Gianni Meersman    | OPQ    | 3h 55' 56" |
| 2   | Valerio Agnoli     | AST    | + 4"       |
| 3   | Alejandro Valverde | MOV    | + 6"       |
|     |                    |        |            |
| 12  | Przemysław Niemiec | LAM    | + 10"      |
| 61  | Michał Gołaś       | OPQ    | + 38"      |
| 121 | Karol Domagalski   | CJR    | + 38"      |
| 127 | Maciej Paterski    | CAN    | + 38"      |
| 151 | Sylwester Szmyd    | MOV    | + 38"      |
| 167 | Rafał Majka        | TST    | + 6' 03"   |

### Etap 2 – 19.03: Girona – Banyoles, 160,7 km
| #   | Zawodnik           | Zespół | Czas       |
| --- | ------------------ | ------ | ---------- |
| 1   | Gianni Meersman    | OPQ    | 3h 48' 10" |
| 2   | Daniele Ratto      | CAN    | + 0"       |
| 3   | Brett Lancaster    | OGE    | + 0"       |
|     |                    |        |            |
| 70  | Michał Gołaś       | OPQ    | + 0"       |
| 71  | Przemysław Niemiec | LAM    | + 0"       |
| 118 | Rafał Majka        | TST    | + 0"       |
| 121 | Maciej Paterski    | CAN    | + 0"       |
| 134 | Karol Domagalski   | CJR    | + 0"       |
| 144 | Sylwester Szmyd    | MOV    | + 0"       |

| #   | Zawodnik           | Zespół | Czas       |
| --- | ------------------ | ------ | ---------- |
| 1   | Gianni Meersman    | OPQ    | 7h 43' 46" |
| 2   | Alejandro Valverde | MOV    | + 16"      |
| 3   | Danilo Wyss        | BMC    | + 20"      |
|     |                    |        |            |
| 13  | Przemysław Niemiec | LAM    | + 20"      |
| 56  | Michał Gołaś       | OPQ    | + 48"      |
| 126 | Maciej Paterski    | CAN    | + 48"      |
| 129 | Karol Domagalski   | CJR    | + 48"      |
| 142 | Sylwester Szmyd    | MOV    | + 48"      |
| 162 | Rafał Majka        | TST    | + 6' 13"   |

### Etap 3 – 20.03: Vidreres - Setcases, 180,1 km
| #   | Zawodnik           | Zespół | Czas       |
| --- | ------------------ | ------ | ---------- |
| 1   | Nairo Quintana     | MOV    | 5h 01' 20" |
| 2   | Alejandro Valverde | MOV    | + 6"       |
| 3   | Joaquim Rodríguez  | KAT    | + 6"       |
|     |                    |        |            |
| 8   | Przemysław Niemiec | LAM    | + 9"       |
| 104 | Karol Domagalski   | CJR    | + 9' 45"   |
| 112 | Rafał Majka        | TST    | + 10' 34"  |
| 114 | Maciej Paterski    | CAN    | + 10' 34"  |
| 115 | Michał Gołaś       | OPQ    | + 10' 34"  |
| 138 | Sylwester Szmyd    | MOV    | + 14' 36"  |

| #   | Zawodnik           | Zespół | Czas        |
| --- | ------------------ | ------ | ----------- |
| 1   | Alejandro Valverde | MOV    | 12h 45' 28" |
| 2   | Bradley Wiggins    | SKY    | + 4"        |
| 3   | Joaquim Rodríguez  | KAT    | + 4"        |
|     |                    |        |             |
| 5   | Przemysław Niemiec | LAM    | + 7"        |
| 99  | Karol Domagalski   | CJR    | + 10' 10"   |
| 107 | Michał Gołaś       | OPQ    | + 11' 00"   |
| 111 | Maciej Paterski    | CAN    | + 11' 00"   |
| 144 | Sylwester Szmyd    | MOV    | + 15' 02"   |
| 152 | Rafał Majka        | TST    | + 16' 25"   |

### Etap 4 – 21.03: Llanars – Port Ainé, 217,7 km
| #   | Zawodnik           | Zespół | Czas       |
| --- | ------------------ | ------ | ---------- |
| 1   | Daniel Martin      | GRS    | 6h 02' 40" |
| 2   | Joaquim Rodríguez  | KAT    | + 36"      |
| 3   | Nairo Quintana     | MOV    | + 36"      |
|     |                    |        |            |
| 11  | Przemysław Niemiec | LAM    | + 1' 23"   |
| 61  | Rafał Majka        | TST    | + 15' 03"  |
| 86  | Michał Gołaś       | OPQ    | + 19' 38"  |
| 124 | Sylwester Szmyd    | MOV    | + 34' 13"  |
| 125 | Karol Domagalski   | CJR    | + 34' 13"  |
| 127 | Maciej Paterski    | CAN    | + 34' 13"  |

| #   | Zawodnik           | Zespół | Czas        |
| --- | ------------------ | ------ | ----------- |
| 1   | Daniel Martin      | GRS    | 18h 48' 38" |
| 2   | Joaquim Rodríguez  | KAT    | + 10"       |
| 3   | Nairo Quintana     | MOV    | + 32"       |
|     |                    |        |             |
| 7   | Przemysław Niemiec | LAM    | + 1' 00"    |
| 87  | Michał Gołaś       | OPQ    | + 30' 08"   |
| 89  | Rafał Majka        | TST    | + 30' 58"   |
| 127 | Karol Domagalski   | CJR    | + 43' 54"   |
| 130 | Maciej Paterski    | CAN    | + 44' 43"   |
| 149 | Sylwester Szmyd    | MOV    | + 48' 45"   |

### Etap 5 – 22.03: Rialp - Lleida , 156,5 km
| #   | Zawodnik           | Zespół | Czas       |
| --- | ------------------ | ------ | ---------- |
| 1   | François Parisien  | ARG    | 3h 32' 02" |
| 2   | Samuel Dumoulin    | ALM    | + 0"       |
| 3   | Stéphane Poulhies  | COF    | + 0"       |
|     |                    |        |            |
| 44  | Maciej Paterski    | CAN    | + 10"      |
| 45  | Karol Domagalski   | CJR    | + 10"      |
| 54  | Michał Gołaś       | OPQ    | + 10"      |
| 60  | Przemysław Niemiec | LAM    | + 10"      |
| 94  | Rafał Majka        | TST    | + 10"      |
| 133 | Sylwester Szmyd    | MOV    | + 10"      |

| #   | Zawodnik           | Zespół | Czas        |
| --- | ------------------ | ------ | ----------- |
| 1   | Daniel Martin      | GRS    | 22h 20' 39" |
| 2   | Joaquim Rodríguez  | KAT    | + 14"       |
| 3   | Nairo Quintana     | MOV    | + 42"       |
|     |                    |        |             |
| 7   | Przemysław Niemiec | LAM    | + 1' 10"    |
| 87  | Michał Gołaś       | OPQ    | + 30' 18"   |
| 88  | Rafał Majka        | TST    | + 31' 08"   |
| 127 | Karol Domagalski   | CJR    | + 44' 04"   |
| 130 | Maciej Paterski    | CAN    | + 44' 53"   |
| 147 | Sylwester Szmyd    | MOV    | + 48' 55"   |

### Etap 6 – 23.03: Almacelles - Valls, 178,7 km
| #   | Zawodnik           | Zespół | Czas       |
| --- | ------------------ | ------ | ---------- |
| 1   | Simon Gerrans      | OGE    | 4h 00' 00" |
| 2   | Gianni Meersman    | OPQ    | + 0"       |
| 3   | Samuel Dumoulin    | ALM    | + 0"       |
|     |                    |        |            |
| 19  | Michał Gołaś       | OPQ    | + 5"       |
| 22  | Przemysław Niemiec | LAM    | + 5"       |
| 84  | Maciej Paterski    | CAN    | + 1' 37"   |
| 101 | Rafał Majka        | TST    | + 1' 37"   |
| 115 | Sylwester Szmyd    | MOV    | + 6' 15"   |
| 140 | Karol Domagalski   | CJR    | + 7' 43"   |

| #   | Zawodnik           | Zespół | Czas        |
| --- | ------------------ | ------ | ----------- |
| 1   | Daniel Martin      | GRS    | 26h 16' 22" |
| 2   | Joaquim Rodríguez  | KAT    | + 17"       |
| 3   | Nairo Quintana     | MOV    | + 45"       |
|     |                    |        |             |
| 7   | Przemysław Niemiec | LAM    | + 1' 18"    |
| 78  | Michał Gołaś       | OPQ    | + 30' 26"   |
| 87  | Rafał Majka        | TST    | + 32' 48"   |
| 118 | Maciej Paterski    | CAN    | + 46' 33"   |
| 133 | Karol Domagalski   | CJR    | + 51' 50"   |
| 141 | Sylwester Szmyd    | MOV    | + 55' 13"   |

### Etap 7 – 24.03: El Vendrell - Barcelona, 122,2 km
| #   | Zawodnik           | Zespół | Czas       |
| --- | ------------------ | ------ | ---------- |
| 1   | Thomas De Gendt    | VCD    | 2h 45' 45" |
| 2   | David López García | SKY    | + 0"       |
| 3   | Robert Kiserlovski | RLT    | + 0"       |
|     |                    |        |            |
| 36  | Przemysław Niemiec | LAM    | + 21"      |
| 79  | Michał Gołaś       | OPQ    | + 2' 35"   |
| 90  | Sylwester Szmyd    | MOV    | + 6' 15"   |
| 100 | Karol Domagalski   | CJR    | + 6' 15"   |
| 102 | Rafał Majka        | TST    | + 6' 15"   |
| 116 | Maciej Paterski    | CAN    | + 8' 25"   |

| #   | Zawodnik           | Zespół | Czas         |
| --- | ------------------ | ------ | ------------ |
| 1   | Daniel Martin      | GRS    | 29h 02' 25"  |
| 2   | Joaquim Rodríguez  | KAT    | + 17"        |
| 3   | Michele Scarponi   | LAM    | + 34"        |
|     |                    |        |              |
| 7   | Przemysław Niemiec | LAM    | + 1' 18"     |
| 68  | Michał Gołaś       | OPQ    | + 32' 29"    |
| 82  | Rafał Majka        | TST    | + 38' 42"    |
| 104 | Maciej Paterski    | CAN    | + 54' 37"    |
| 109 | Karol Domagalski   | CJR    | + 57' 38"    |
| 113 | Sylwester Szmyd    | MOV    | + 1h 01' 07" |

## Liderzy klasyfikacji po etapach
| Etap                 | Zwycięzca            | Klasyfikacja generalna | Klasyfikacja górska | Klasyfikacja sprinterska | Klasyfikacja setnej edycji TDF | Klasyfikacja drużynowa |
| -------------------- | -------------------- | ---------------------- | ------------------- | ------------------------ | ------------------------------ | ---------------------- |
| 1                    | Gianni Meersman      | Gianni Meersman        | Cristiano Salerno   | Christian Meier          | Christian Meier                | Sky Procycling         |
| 2                    | Gianni Meersman      | Gianni Meersman        | Cristiano Salerno   | Christian Meier          | Christian Meier                | Sky Procycling         |
| 3                    | Nairo Quintana       | Alejandro Valverde     | Cristiano Salerno   | Christian Meier          | Christian Meier                | Sky Procycling         |
| 4                    | Daniel Martin        | Daniel Martin          | Cristiano Salerno   | Christian Meier          | Christian Meier                | Garmin-Sharp           |
| 5                    | François Parisien    | Daniel Martin          | Cristiano Salerno   | Christian Meier          | Christian Meier                | Garmin-Sharp           |
| 6                    | Simon Gerrans        | Daniel Martin          | Cristiano Salerno   | Christian Meier          | Christian Meier                | Garmin-Sharp           |
| 7                    | Thomas De Gendt      | Daniel Martin          | Cristiano Salerno   | Christian Meier          | Christian Meier                | Garmin-Sharp           |
| Klasyfikacja końcowa | Klasyfikacja końcowa | Daniel Martin          | Cristiano Salerno   | Christian Meier          | Christian Meier                | Garmin-Sharp           |

## Klasyfikacje końcowe

### Klasyfikacja generalna
|    | Zawodnik              | Zespół                  | Czas        |
| -- | --------------------- | ----------------------- | ----------- |
| 1  | Daniel Martin         | Garmin-Sharp            | 29h 02′ 25″ |
| 2  | Joaquim Rodríguez     | Team Katusha            | + 17"       |
| 3  | Michele Scarponi      | Lampre-Merida           | + 34"       |
| 4  | Nairo Quintana        | Movistar Team           | + 45"       |
| 5  | Bradley Wiggins       | Sky Procycling          | + 54"       |
| 6  | Robert Gesink         | Blanco Pro Cycling Team | + 1' 07"    |
| 7  | Przemysław Niemiec    | Lampre-Merida           | + 1' 18"    |
| 8  | Thibaut Pinot         | FDJ                     | + 1' 26"    |
| 9  | Jurgen Van den Broeck | Lotto-Belisol           | + 1' 28"    |
| 10 | Tom Danielson         | Garmin-Sharp            | + 1' 41"    |

|   | Zawodnik          | Zespół            | Punkty |
| - | ----------------- | ----------------- | ------ |
| 1 | Cristiano Salerno | Cannondale        | 109    |
| 2 | Nairo Quintana    | Movistar Team     | 51     |
| 3 | Joaquim Rodríguez | Team Katusha      | 45     |
| 4 | Mikel Astarloza   | Euskaltel-Euskadi | 41     |
| 5 | Nicolas Roche     | Team Saxo-Tinkoff | 36     |

|   | Zawodnik              | Zespół            | Punkty |
| - | --------------------- | ----------------- | ------ |
| 1 | Christian Meier       | Orica-GreenEdge   | 12     |
| 2 | Karol Domagalski      | Caja Rural        | 7      |
| 3 | Daniel Martin         | Garmin-Sharp      | 7      |
| 4 | Lucas Sebastian Haedo | Team Saxo-Tinkoff | 6      |
| 5 | Nicolas Roche         | Team Saxo-Tinkoff | 5      |

|   | Zawodnik         | Zespół                  | Punkty |
| - | ---------------- | ----------------------- | ------ |
| 1 | Christian Meier  | Orica-GreenEdge         | 7      |
| 2 | Carlos Verona    | Omega Pharma-Quick Step | 4      |
| 3 | Martijn Keizer   | Lotto-Belisol           | 3      |
| 4 | Tristan Valentin | Cofidis                 | 3      |
| 5 | Nicolas Edet     | Cofidis                 | 3      |

|   | Zespół             | Czas        |
| - | ------------------ | ----------- |
| 1 | Garmin-Sharp       | 87h 10′ 24″ |
| 2 | Team Katusha       | + 2' 23"    |
| 3 | RadioShack-Leopard | + 6' 55"    |
| 4 | Euskaltel-Euskadi  | + 9' 24"    |
| 5 | Cofidis            | + 10' 08"   |